# Malawi
Malawi vagy hivatalosan Malawi Köztársaság (csicseva: Dziko la Malaŵi, angol: Republic of Malawi) állam Délkelet-Afrikában, Tanzánia, Zambia és Mozambik között.
A Magyarországnál kicsit nagyobb, a Malawi (Nyasza)-tó nyugati partján fekvő magasföld korábban Nyaszaföld néven volt ismert.
Ma a világ legkevésbé fejlett országai közé tartozik, ahol alacsony a várható élettartam és magas a csecsemőhalandóság.
Az ország egyik beceneve "Afrika meleg szíve" az emberek barátságossága miatt.

## Földrajz

### Domborzat
Az ország a Kelet-afrikai-árok déli végződésénél – Afrika harmadik legnagyobb tava – a Nyasza-tó (más néven Malawi-tó) mentén terül el. A tó keskeny parti sávja és a Shire folyó völgyén kívül az ország területe a Közép-afrikai-fennsíkon található.
Átlagos tengerszint feletti magassága 750 és 1200 méter közt van, mind északról, mind délről közel 3000 méteres hegyvonulatok övezik.
Legmagasabb pont: Sapitwa (Mlanje hegy) 3002 m.
Természeti erőforrások: 
mészkő, szántó, vízenergia, kiaknázatlan urán-, szén- és bauxitlelőhelyek.

### Vízrajz
Az állam keleti határának kétharmada a Nyasza-tóban húzódik. A tó 587 km hosszú és 84 km széles. A víztükör tengerszint feletti magassága 460 m, legmélyebb pontján 700 méter mély, tehát itt a tó feneke a tenger szintje alatt van. A hosszúkás tó déli végében van a lefolyása, a Shire folyó. Ez 400 km út után, Mozambik területén ömlik a Zambéziba. Tehát Malawi területe az Indiai-óceán vízgyűjtő területéhez tartozik. A tó az ország területének majdnem 1/5 részét foglalja el.

### Éghajlat
Az országban szubtrópusi éghajlat uralkodik, és két évszakot különböztetünk meg. Május és november között hűvös, száraz időszak van; november és május között forró, esős az idő. A hőmérséklet novembertől áprilisig 20 °C, május és október között 25 °C körüli.
A magasabb területeken 2000 mm a csapadék mennyisége évente, míg az alacsonyabb területeken 1000 mm, vagy még az alatti.

### Élővilág, természetvédelem

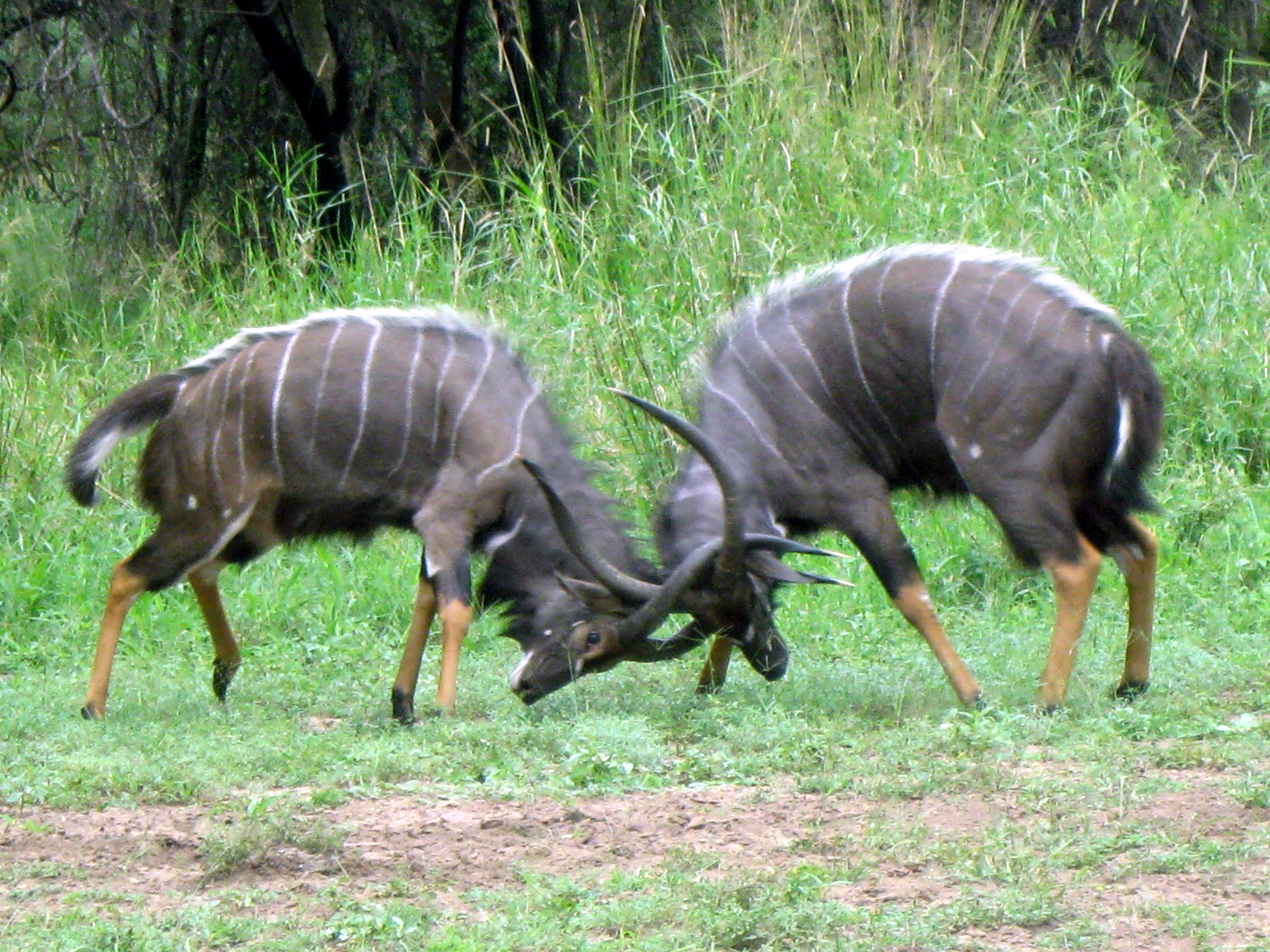
Nyala bikák harca

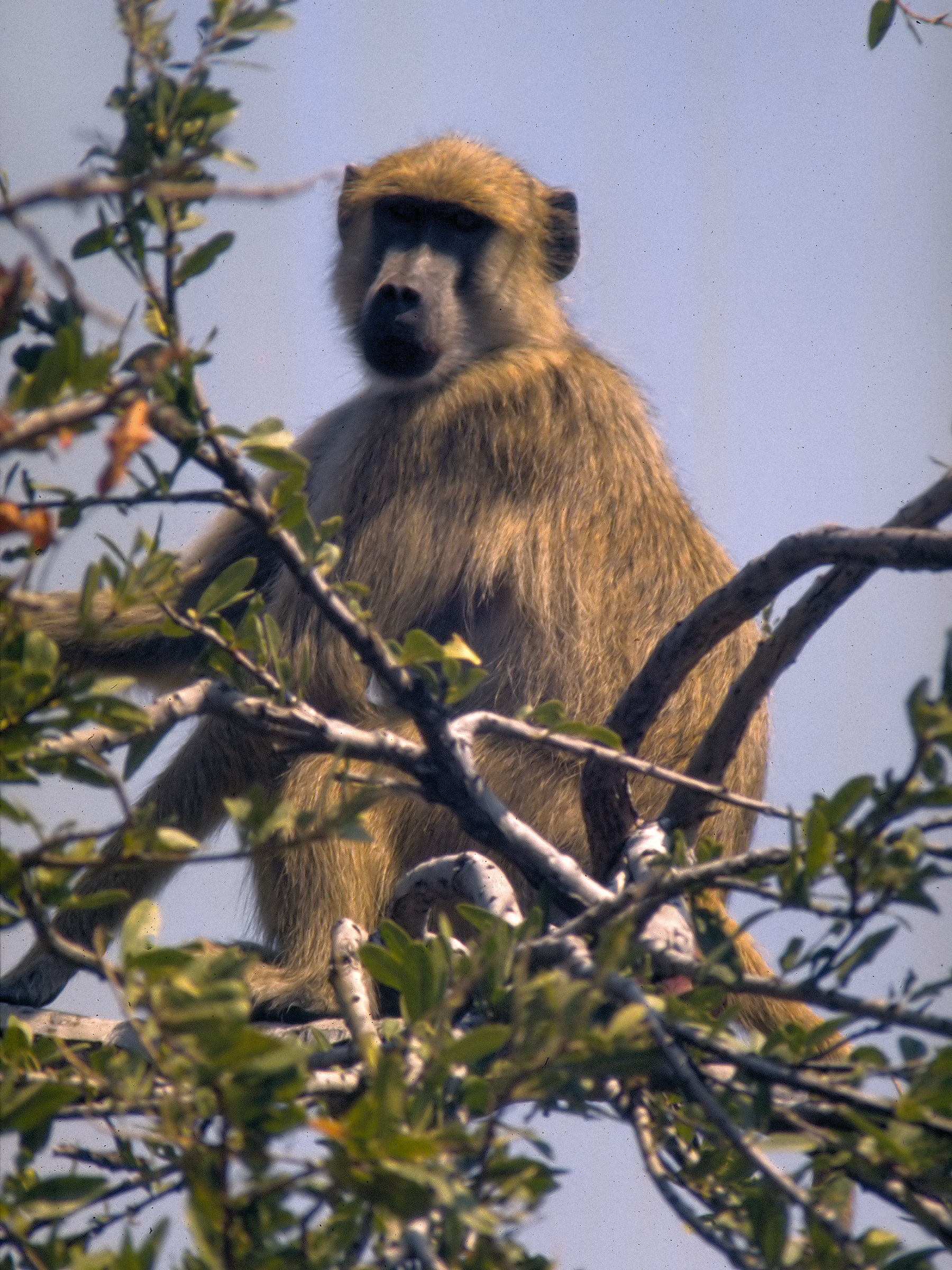
Sárgás babuin

Az állam területének jelentős részét foglalják el a vadrezervátumok és nemzeti parkok. Ezeken kívül ma már ritkán látni nagyvadat. Mintegy 600 madárfaj figyelhető meg az országban. A Malawi-tóban 500 halfaj él, amik közül 350 endemikus, azaz csak itt található meg. Többségük a Bölcsőszájúhal-félék családjához tartozik.

### Természeti veszélyforrások
Erdőirtás, talajerózió. Mivel sok helyen nincs villanyáram, ezért a lakosság nagy része fát használ energiaforrásként, ami az erdők kivágását okozza. Létezik fatelepítési program, de az nem képes lépést tartani az erdőterületek csökkenési ütemével.
Túlhalászás: szintén a lakosságszám gyors növekedése a kiinduló oka. Ennek megakadályozására a kormány halászati tilalmat vezetett be, ami minden évben novemberben lép életbe, több hónapig tart, és bizonyos halfajokra vonatkozik.
Az 1980-as években és az 1990-es évek elején jelentős környezeti problémát jelentett a vadállatok nemzeti parkokban történő orvvadászata, aminek következtében a vadon élő állatok száma nagyon lecsökkent. Bár a helyzet azóta javult, az orvvadászat még mindig veszélyezteti Malawi egyes nemzeti parkjainak és rezervátumainak élővilágát.

#### Nemzeti parkjai
- Nyika Nemzeti Park – az ország északi részén magas hegyvidék. A hőmérséklet ritkán emelkedik 21 °C fölé.
- Kasungu Nemzeti Park – itt a legkönnyebb nagyvadakat látni.
- Malawi-tó Nemzeti Park (Lake Malawi Marine Park) – A tó déli vége sokféle édesvízi trópusi hal élőhelye.
- Liwonde Nemzeti Park – A Shire folyó felső szakaszán mocsarak, holtágak között sok elefánt él.
- Lengwe Nemzeti Park – A mozambiki határnál fekszik. Cukornád ültetvények között, magas füvű szavannán sok és sokféle antilop él.

#### Természeti világörökségei
Az UNESCO a természeti világörökségek közé számítja a Malawi-tó Nemzeti Parkot.

## Történelem
Az első bantu telepesek az 1. és 4. század között érkeztek a területre.
A mai lakosság nagy részét kitevő csevák a 16. században vándoroltak be az ország területére, a zulu népcsoport 1830 és 1860 között érkezett.
Az európaiak David Livingstone felfedezőútjai nyomán ismerték meg, aki 1859-ben érte el a Nyasza-tó keleti partját (amely ma Malawi területe). 1875-ben nevezték ki a tó déli partján megszállt területre az első angol konzult. 1889-re már az egész tavat elfoglalták az angolok, majd 1891-ben Nyaszaföld néven brit védnökséggé nyilvánították az azt körülvevő területet.
Az Európából érkező telepesek, nagybirtokosok az őslakosokat területeik elhagyására kényszerítették, akik nagy része bányákban és ültetvényeken kapott munkát.
Az ebből fakadó elégedetlenség és a keresztény hittérítők által terjesztett faji egyenjogúság eszméje jó táptalajt nyújtott egy felkelés kirobbanásához, amit John Chilembwe vezetett. Az 1915-ben kitört lázadást még abban az évben leverték.
1944-ben jött létre a Nyaszaföldi Afrikai Kongresszus, amely tanulva a lázadás sikertelenségéből reformista elképzelésekkel szerette volna elérni céljait.
1953 és 1963 között Rodéziát (a mai Zimbabwe) és Nyaszaföldet gyarmati államszövetségbe tagolták. Ez adta meg a politikai gyújtószikrát egy újabb elégedetlenségi mozgalomnak. Gazdasági érdek is húzódott a háttérben, mivel a helyi földművelőket hátrányosan megkülönböztették, a fehér farmerek számára sokkal jobb terményárazási rendszert biztosított a brit kormányzat.
A függetlenségpártiak élére a külföldről hazatérő Hastings Banda állt, az ő vezetésével alakult meg 1959-ben a Malawi Kongresszus Párt (MCP).
Az erős nyomás hatására 1963-ban felbomlott az államszövetség, az ország belső önkormányzatot kapott, majd 1964-ben a brit Nemzetközösség független állama lett. Az elnöki széket Banda foglalta el.
Elsődleges kérdésnek a gazdaság fellendítését tekintette. Igyekezett jószomszédi viszonyt ápolni a környező államokkal. Több kormánytag viszont a Dél-afrikai Köztársaság elleni határozott fellépést és az államigazgatás gyors afrikanizációját követelte. A belső ellentét végül fegyveres konfliktusba csapott át az ország déli részén. A Henry Chipembere vezette lázadás 1964-ben tört ki, de 1965-re már le is verték.
Banda megerősödött pozíciókkal került ki az esetből, amelyet fölhasználva az országot az MCP által irányított egypárti köztársasággá alakította. A hatalom ellenfeleit üldözték, sokan külföldre menekültek.
Az állampolgároktól elvárták, hogy belépjenek a pártba. Ez vezetett el az ország legnagyobb kivándorlási hullámához, amikor a Jehova tanúi közösség több ezer tagja hagyta el az országot, mivel szabályaik tiltják, hogy politikai párt tagjai legyenek.
A külpolitikában Banda továbbra is nyitott maradt, több afrikai vezetőből ellenszenvet kiváltva kapcsolatot ápolt a rhodesiai fehér rezsimmel, a mozambiki portugál gyarmati rendszerrel és a Dél-afrikai Köztársasággal is.
Egyre erőteljesebb személyi kultusz alakult ki körülötte, 1971-ben örökös elnökké választották.
A nyolcvanas években megromlott a viszonya Mozambikkal, ahol azzal vádolták, hogy támogatja az ottani lázadó RENAMO-mozgalmat.
Gazdaságpolitikája sikertelen volt, a lakosság életszínvonala a legrosszabbak közé tartozott és tartozik még ma is a világon. Elhibázott döntésekkel óriási adósságállományt halmozott fel.
1993-ban látta úgy az ENSZ, hogy be kell avatkoznia, és többpárti választásokat rendezett. Az itt született eredményt Banda nem fogadta el, egy éven belül újabb választások kiírását akarta elérni. 1993 őszére megromlott az egészségi állapota, külföldön való gyógykezelése idejére egy megbízott tanácsra bízta a hatalmat. Ekkor feloszlatták a Malawi Fiatal Úttörők (MYP) nevű félkatonai szervezetet, amely az MCP párthadseregének számított.
Habár Banda 1994-ben visszatért a hatalomba, az újabb választásokon az Egyesült Demokratikus Front jelölte, Bakili Muluzi legyőzte őt.
Muluzi alkotmányos reformokat és korrupció ellenes intézkedéseket vezetett be, kivizsgáltatta a Banda-rezsim alatti bűneseteket. Bandát és társait több esetben is elítélték – még gyilkosságok miatt is –, de végül kegyelmet kaptak.
Muluzit ellenzéke korrupcióval és alkotmánysértéssel vádolta több alkalommal, kormánya egyre népszerűtlenebbé vált. Végül 1996 júniusában fel is bomlott, a hatalom viszont a kormány néhány tagjának kezében maradt.
2004 májusában az újabb választásokon, legyőzve az MCP jelöltjét, Bingu wa Mutharikát választották elnökké, aki 2012-es haláláig gyakorolta a hatalmat. Az új elnök Joyce Banda lett, majd 2014-től Peter Mutharika.

### Az ország neve
Az 1964-es függetlenség után egy bizottság feladata volt, hogy az új országot új névvel lássa el. A „Malawi” nevet választották – ezt a malavi szó inspirálta, amely a csicseva nyelvben „visszavert fényt”, „ködöt”, „lángot” vagy „sugarat” jelent. (A szó maravi formában is írható volt – az „l” és az „r” felcserélhetőek a csicseva nyelvben). Ezt az új elnevezést a tó fölé emelkedő, felkelő nap sugaraira való utalásnak tekintették, amely friss fényt hoz az országba. Kapcsolódik a maravi néphez is.

## Államszervezet és közigazgatás

### Alkotmány, államforma
Malawi államformája köztársaság.
Malawi első alkotmányát 1966-ban fogadták el. Ekkor lett köztársaság a Nemzetközösség tagjaként. 1993-ig a Malawi Kongresszus Párt (MCP) volt az ország egyetlen pártja. Azóta bevezették a többpártrendszert.
A jelenlegi alkotmányt 1995-ben fogadták el.

### Törvényhozás, végrehajtás, igazságszolgáltatás
A parlamentben 193 képviselő ül, akiket 5 évre választanak.

### Közigazgatási beosztás
| - Központi régió - 1 – Dedza - 2 – Dowa - 3 – Kasungu - 4 – Lilongwe - 5 – Mchinji - 6 – Nkhotakota - 7 – Ntcheu - 8 – Ntchisi - 9 – Salima |  | - Északi régió - 10 – Chitipa - 11 – Karonga - 12 – Likoma - 13 – Mzimba - 14 – Nkhata Bay - 15 – Rumphi |  | - Déli régió - 16 – Balaka - 17 – Blantyre - 18 – Chikwawa - 19 – Chiradzulu - 20 – Machinga - 21 – Mangochi - 22 – Mulanje - 23 – Mwanza - 24 – Nsanje - 25 – Thyolo - 26 – Phalombe - 27 – Zomba - 28 – Neno |  |

### Védelmi rendszer
18 év az önkéntes katonai szolgálatra jelentkezés feltétele; a besorozott felvételihez szükséges a középiskolai végzettség, a tiszti fokozathoz a főiskolai végzettség; a kezdeti munkaviszony 7 év a besorozott személyzetnél és 10 év a tiszteknél (2014-es adatok).

## Népesség
A demográfiai robbanás a 20. század második felében négyszeresére növelte a lakosságot.
A férfilakosságból több százezren vándormunkások a Dél-Afrikai Köztársaságban és Zimbabwéban.
- Városi lakosság: 16% (2015)
- Az összlakosság 66%-a tud írni-olvasni (2015-ben).[7]

### Népességének változása
| Lakosok száma | 3 525 127 | 4 073 777 | 4 812 216 | 5 862 115 | 6 958 278 | 9 447 123 | 10 153 315 | 11 926 778 | 14 138 207 | 18 622 104 |
|               | 1960      | 1966      | 1972      | 1978      | 1984      | 1990      | 1996       | 2002       | 2008       | 2017       |

### Etnikai, nyelvi megoszlás
A lakosság kb. 98%-a afrikai, 2%-a európai, ázsiai, amerikai. A lakosság zöme a bantu népekhez tartozik.
A többséget az ország névadói, a lakosság 57%-át kitevő malavik vagy csevák teszik ki. 
További etnikumok: lomve (lomwe) 17,6%, jao (yao) 13,5%, nguni (ngoni) 11,5%, tumbuka 8,8%, nyanja 5,8%, sena 3,6%, tonga 2,1%, ngonde 1%, más 3,5%

A hivatalos nyelv az angol. A leginkább beszélt nyelv a csicseva (a csi előtag azt jelenti, hogy „a ... nyelve”, azaz „csicseva = a csevák nyelve”). Ezt az egész országban megértik.
A tumbuka főleg északon beszélt nyelv, míg a jao inkább a déli területeken.
Megemlítendő egy kisebb indiai származású kisebbség, akik manapság főként kereskedelemmel foglalkoznak. Az őseiket valamikor az 1900-as évek elején hozták be a britek a Malawi és Mozambik közötti vasút építéséhez. A Banda-rezsim alatt megtiltották nekik a politikai aktivitást és bizonyos gazdasági ágazatokban való tevékenységet. Ekkor sok indiai származásúnak el kellett hagynia az országot.

### Vallási megoszlás
A lakosság 82%-a keresztény, 13%-a muszlim, 5%-a egyéb, illetve természeti vallások követője. A keresztény nézeteket átfonják a természeti vallások vonásai.

## Gazdaság

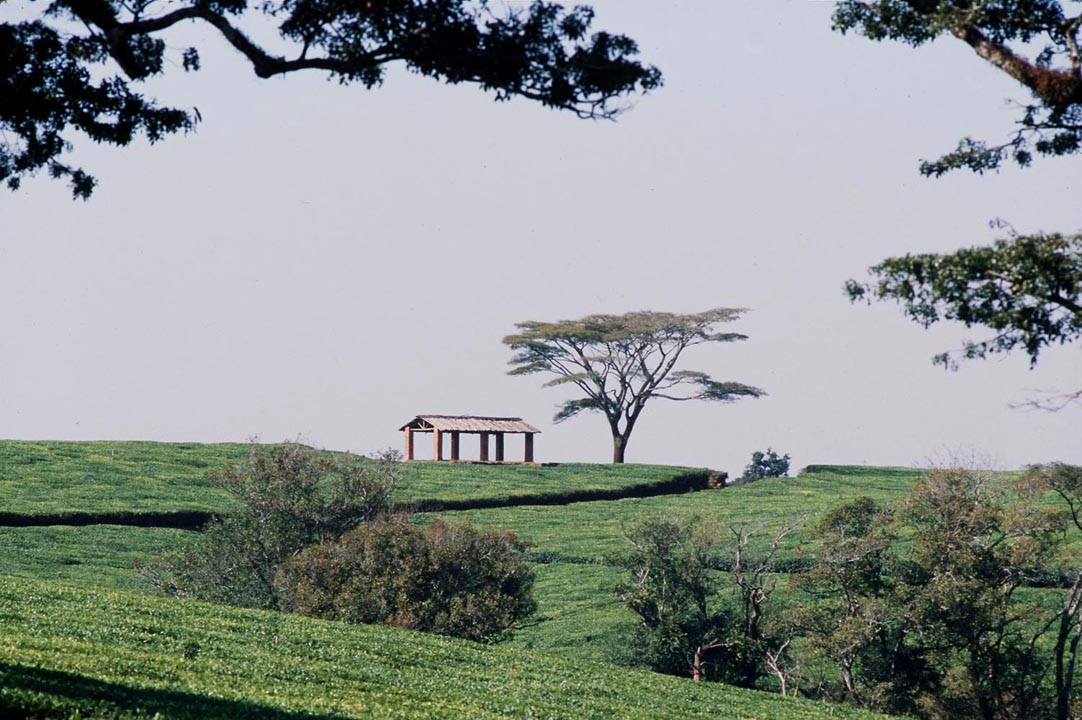
Teaültetvény

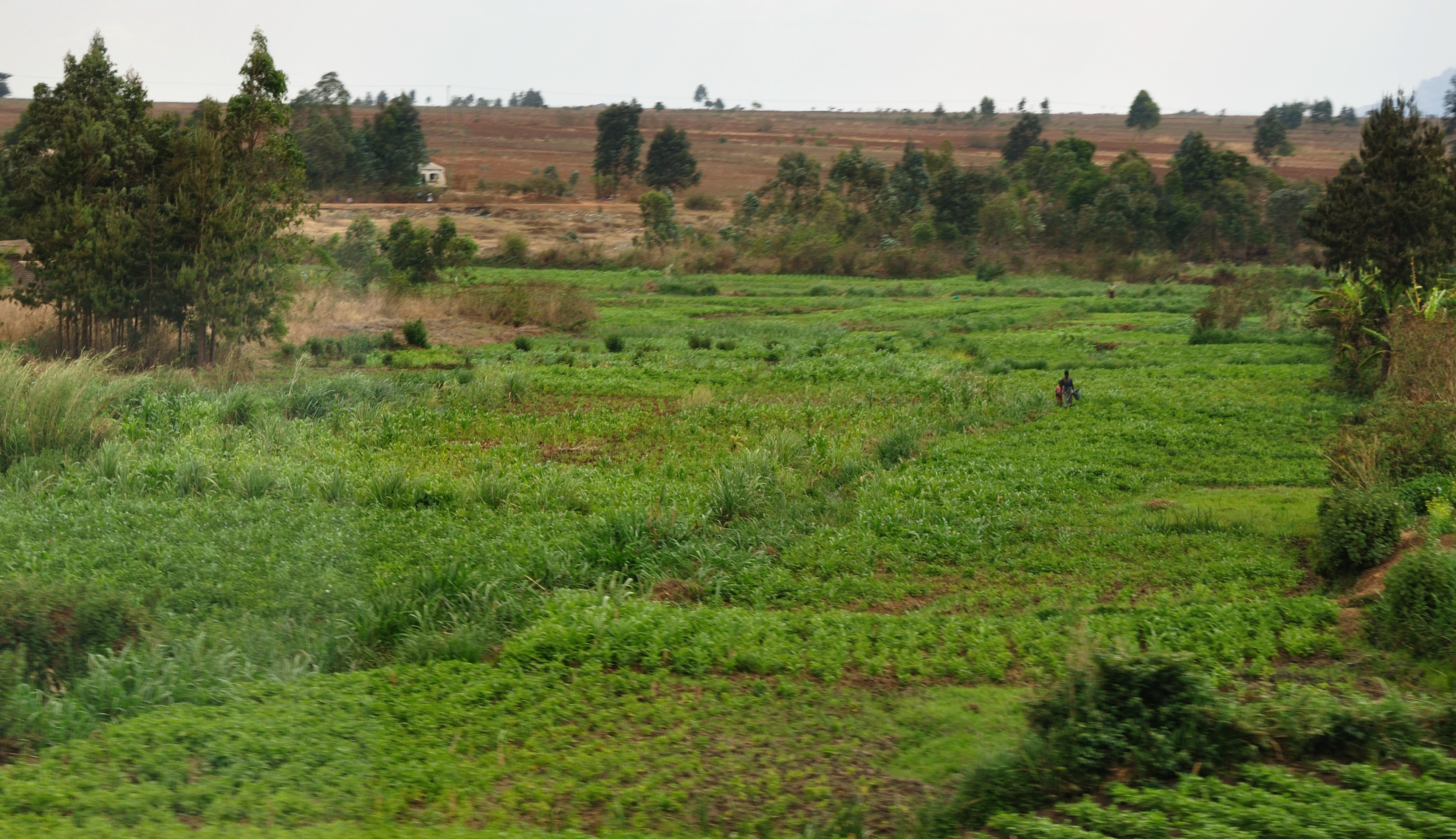
Paraszti kisgazdaságok

### Általános adatok
Malawi gazdaságilag rendkívül elmaradott ország, és nagymértékben függ a fejlesztési segélyektől. A lakosság legnagyobb része a mezőgazdaságban dolgozik. Az ország tavain folytatott halászat az önellátást szolgálja.
A munkanélküliség: 20%. A lakosság 50%-a él a szegénységi küszöb alatt. Villamos energiával nem ellátott lakosság: 17 millió fő (2017-es becslés).

### Energiatermelés
- 93% vízenergia

### Gazdasági ágazatok

#### Mezőgazdaság
A földeket törzsi-faluközösségi keretek között művelik. A kukorica mellett gumósokat termesztenek. A Nyasza-tó partjának középső szakaszán kisparaszti mintagazdaságokban földimogyorót, rizst és gyapotot termesztenek.
Az ország területének 38%-a művelhető. Öntözött terület 740 km².

#### Ipar
Legtöbb gyára Blantyre-ben található. Feldolgozóipara fűrésztelepekből, textil-, dohány-, cement- és cukorgyárakból áll, amelyek kicsi üzemek.

#### Kereskedelem
Legfontosabb exportcikkei a kávé, a dohány, a cukor és a tea.

#### Export
Zimbabwe 13,1%, Mozambik 11,8%, Belgium 10,7%, Dél-afrikai Köztársaság 6,3%, Hollandia 5%, Nagy-Britannia 4,7%, Németország 4,3%, USA 4,2% (2017-es adatok).

#### Import
Dél-afrikai Köztársaság 20,7%, Kína 14,2%, India 11,6%, Egyesült Arab Emírségek 7%, Hollandia 4,4%

## Közlekedés

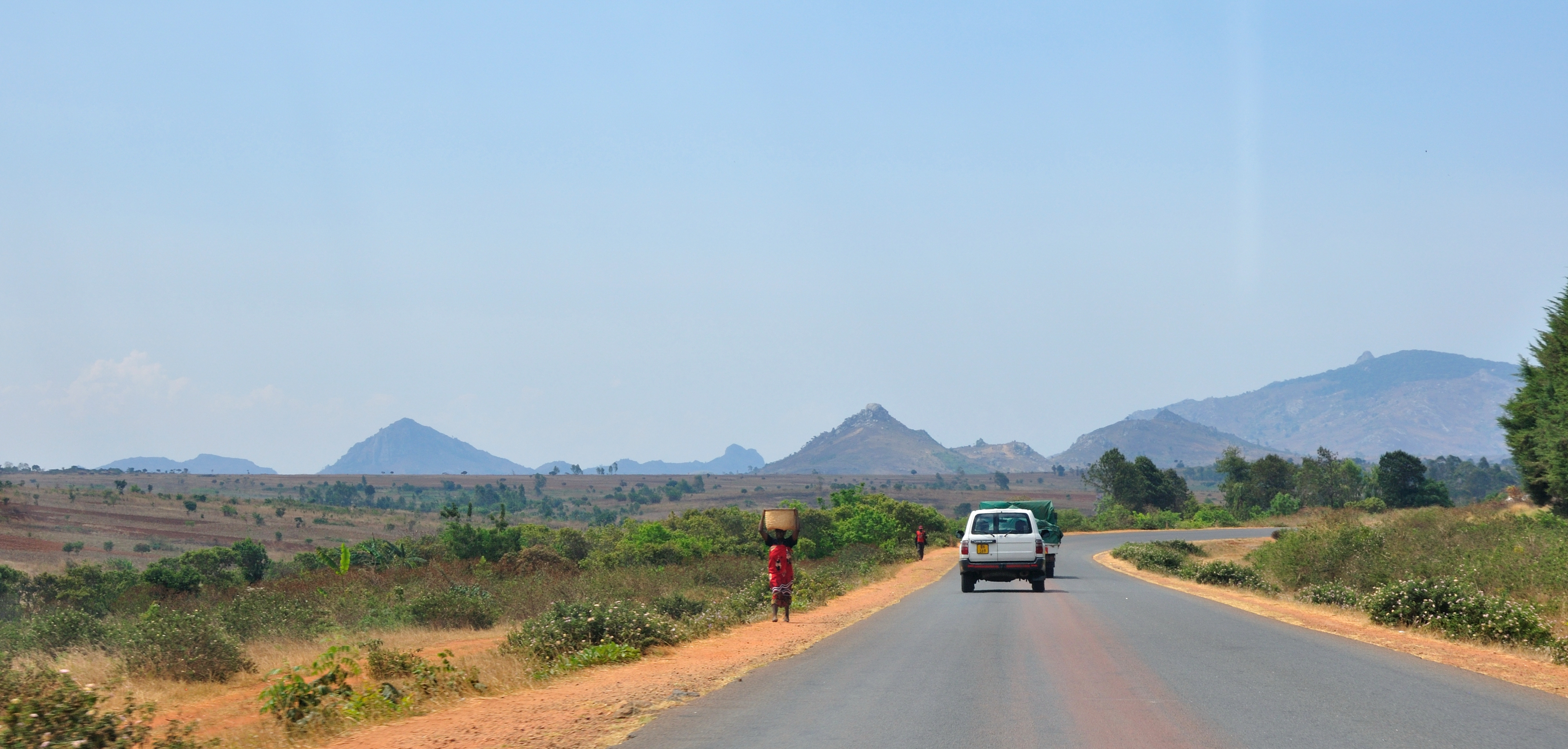
Az M1-es jelzésű út Blantyre és Lilongwe között

Az úthálózat hossza 15.452 km (2015-ös adat), ebből 4074 km szilárd burkolatú. A közúti közlekedés a bal oldalon történik. A biztonsági öv alkalmazása kötelező. A főutakon 80 km/h a megengedett sebesség, az alsóbbrendű utakon vagy lakott területen 60 km/h.
Az ország két vasútvonala a mozambiki kikötők felé tereli a csekély külkereskedelmi forgalmat. A vasútvonalak hossza 767 km.
Fontosabb repülőterek: Lilongwe-Kamuzu (nemzetközi járatok), Blantyre-Chileka (belföldi járatok), Mzuzu.
Az országnak 7 repülőtere van, ami szilárd burkolattal rendelkezik. 3000 m-nél nagyobb hossza csak 1 db repülőtérnek van.
Vízi közlekedés: 700 km (Nyasza-tó és Shire folyó)

## Kommunikáció
A rádió a fő hírközlési eszköz; a magántulajdonban lévő Zodiak rádió rendelkezik a legszélesebb országos műsorszórási hatókörrel, amelyet az állami rádió követ; számos magán- és közösségi rádió sugároz az ország nagyvárosaiban; a legnagyobb tévéhálózat kormányzati tulajdonban van, de legalább 4 magán tévéhálózat sugároz városi területeken; több nemzetközi műsorszolgáltató közvetítése elérhető (2019-es adatok).
A vezetékes telefon viszonylag olcsón használható, és a nagyobb települések között megbízhatóan működik, továbbá mobiltelefon hálózat is ki van építve.

### Telefonos körzetszámok
Malawi nemzetközi országkódja, ha külföldről hívja valaki: 265. Az országon belül minden vezetékes szám „01”-gyel folytatódik. Az országon belüli összes telefonszám összesen 8 jegyű.
- 7: Lilongwe környéke
- 6: Blantyre (ezt lassan átterelik 8-cal kezdődőre)
- 5: Zomba környéke
- 4: déli terület
- 3: északi terület
- 2: Salima környéke

### Egyéb telekommunikációs adatok
| Hívójel prefix | 7Q |
| ITU zóna       | 53 |
| CQ zóna        | 37 |

## Kultúra

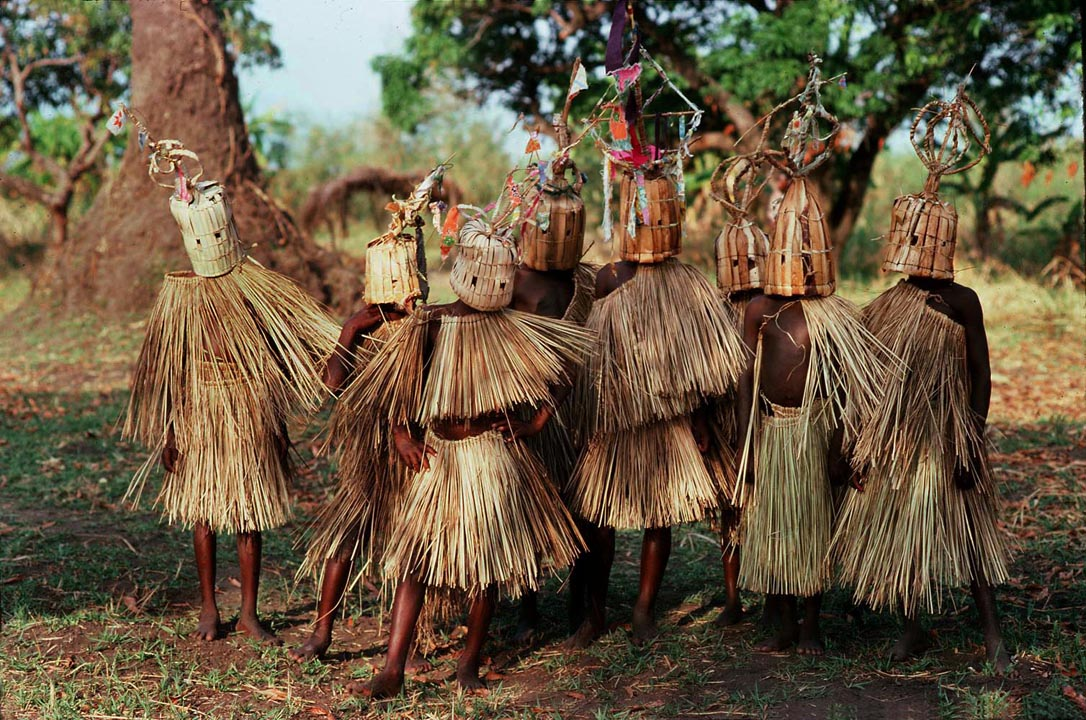
Fiúk beavatási szertartása

Az emberek nagy általánosságban kedvesek, barátságosak.
A malawiak eléggé konzervatívak. A nők szerényen öltözködnek; tiszteletre méltó hölgyeket nem lehet látni a bárokban kíséret nélkül. A testet nem kellően elfedő ruházatot nem tartják helyénvalónak sem a férfiak, sem a nők számára. A nyilvános részegséget rosszallják, csakúgy, mint a férfiak és nők között nyíltan kimutatott vonzalmat. Nagy tiszteletet élvez az idősebb generáció, akikkel udvariasan bánnak.

### Oktatási rendszer
Írás-olvasás: teljes népesség 62%-a (2015-ös becslés)
- Férfiak: 69,8%
- Nők: 55,2%

A malawi oktatási rendszer hasonlít az angolra. Itt is alapiskolában kezdik a gyerekek a tanulást. Az osztályok falun túlzsúfoltak, sok helyen 80 gyerek tanul egy osztályban.
Az ország egyetlen egyeteme a University of Malawi.

### Kulturális intézmények
A kulturális világörökség része chongoni sziklarajzai.

### Tudomány

#### Biológia
Malawiban fedezték fel a Malawimonas nemzetséget. Ez az Opimoda egyik nemzetsége, az Amorphea, a CRuMs és az Ancyromonadida kládokhoz közel.

### Művészetek
Mint sok más afrikai országban, Malawiban is fontos szerepet tölt be a történetek szóbeli mesélése, előadása. Ennek gazdag hagyományai vannak.

### Hagyományok, néprajz
Malawiban a házasság törvényes alsó korhatára 15 év, de ennél fiatalabb lányokat is férjhez adnak. A ház körüli munkák eloszlása a nemek között nagyon egyenlőtlen, mivel a háztartási munkákat kizárólag és például a földművelést is nagyrészt nők végzik.

### Gasztronómia
Népszerű jellemzők a malawi konyhán a tea és a hal. Egyéb fontos elemek, melyek a gazdaság fő termékei is a cukor, kávé, kukorica, burgonya, cirok, a szarvasmarha- és kecskehús.
A Malawi-tó gazdag halakban, mint a chambo (helyi keszegféle), uszipa (szardíniaféle), lazac vagy kampangó.
Alapvető étel a kukoricaalapú nsima, melyet húsból, babból és zöldségekből készült körettel szolgálnak fel ebédre vagy pedig vacsorára. Egyéb jellemző fogások a kachumbari hagymás-paradicsomos saláta, a thobwa nevű cirokból, kukoricából és kölesből erjesztett ital, a vízből és tápiókalisztből kevert halakhoz fogyasztott kondowole pép és nthochi nevű babánkenyér.

## Turizmus
Malawiban egyetlen esős évszak van, amely novembertől áprilisig tart. Ilyenkor a napközbeni hőmérséklet magasnak mondható, a levegő pedig párás. Malawi kedvező felkeresési ideje a száraz évszak, amely április/májustól októberig tart. Májustól júliusig a növényzet dús, és benne a sötétzöld színek vannak túlsúlyban. A hőmérséklet valamelyest alacsonyabb. Október és november körüli időszak a legjobb az állatvilág megfigyelésére, bár ilyenkor a hőmérséklet a szabadban már kellemetlenül magas lehet.
Ha egy turista tanácstalannak látszik, odamennek hozzá, hogy útba igazítsák. Sok más országgal ellentétben ezt nem azért teszik, mert fizetséget várnak el tőle. A félreértést humorral és nevetéssel oldják fel.
A hivatalok és üzletek reggel 8 és délután 5 óra között vannak nyitva, közben délben egy 1 órás ebédszünetet tartanak. Sok üzlet szombaton délelőtt is nyitva van. Kisebb településeken rugalmasan tartanak nyitva.
Borravaló: nem szokás, és nem várják el. Sok étterem vagy szolgáltató külön feltünteti a számlán a felszolgálás díját.
Vízum: az országba való beutazáshoz nem szükséges (kivéve Svájc lakosai).

### Látnivalók
- Malawi-tó: vízitúra, víz alatti világ, érintetlen természet
- Nyika nemzeti park: antilop, zebra – gyalog, motorral vagy lóháton is lehet benne közlekedni
- Mulanje hegy: hegymászás
- Liwonde nemzeti park: víziló, krokodil, Shire folyó, gyalogos szafari az elefántokhoz
- madármegfigyelés: az Elefánt-mocsár területén sok madár él

### Egészségi veszélyforrások, betegségek
Mint majdnem egész Afrikában, itt is fennáll a bilharziózis veszélye, amely többnyire vízpartokon, illetve az édesvizekben fordul elő. Bizonyos tünetek szinte azonnal jelentkeznek, ezekkel érdemes orvosi ellátást keresni, mivel gyors beavatkozással a betegség kezelhető.

## Sport
Malawiban a legkedveltebb sportág a labdarúgás, amelyet minden szinten űznek az egész országban. Malawi nemzeti labdarúgó válogatottjának beceneve Flames (=lángok).
A vitorlázás is népszerűnek számít – minden júliusban a Malawi tavon 500 km hosszúságú „vitorlás maraton” versenyt rendeznek. A világon ez a leghosszabb olyan verseny, amit édesvízben rendeznek. A versenyben katamaránok vesznek részt, amik a tó teljes hosszát átszelik.
Egyéb népszerű sportok közé tartozik a röplabda, a golf és a kosárlabda. 2006-ban Malawi fallabda játékosokból álló csapatot küldött a Nemzetközösségi Játékokra (Commonwealth Games).
Az atlétika és a terepfutás is egyre nagyobb hangsúlyt kap, részben Catherine Chikwakwa hosszútávfutó nemzetközi sikerének köszönhetően.

## Ünnepek
- január 1: újév
- január 15: John Chilembwe napja
- március 3: a mártírok napja
- március/április: húsvéti ünnepek
- május 1: a munka ünnepe
- június 14: a szabadság napja
- július 6: a köztársaság napja
- október második hétfője: anyák napja
- december második hétfője: a nemzeti fa-ültetés napja
- december 25-26: karácsony